# Kayode Odejayi
Olukayode Odejayi (Ibadan, 21 febbraio 1982) è un ex calciatore nigeriano, di ruolo attaccante.

## Carriera

### Club
Il 16 settembre 2009 si trasferisce in prestito per 3 mesi al Colchester United. La squadra inglese lo acquista a titolo definitivo il 24 dicembre dello stesso anno.

### Nazionale
Nel 2008 ha giocato la sua unica partita in carriera con la nazionale nigeriana, subentrando dalla panchina in una partita amichevole pareggiata per 1-1 contro l'Austria.